# Andrzej Kulig (inżynier)
Andrzej Kulig (ur. 30 czerwca 1955 w Limanowej) – polski inżynier inżynierii środowiska, wykładowca akademicki, doktor habilitowany nauk technicznych, profesor Politechniki Warszawskiej, prodziekan ds. Ogólnych i Nauki na Wydziale Inżynierii Środowiska Politechniki Warszawskiej (od 2016 – Wydział Instalacji Budowlanych, Hydrotechniki i Inżynierii Środowiska) w latach 2012–2019, dziekan od 2019. Syn Stanisława Kuliga.

## Życiorys
W 1979 ukończył studia na Wydziale Inżynierii Sanitarnej i Wodnej (od 1993 Inżynierii Środowiska) Politechniki Warszawskiej (mgr inż. – systemy ochrony atmosfery). Stypendysta naukowy UNESCO w Królewskim Holenderskim Instytucie Meteorologicznym (KNMI) w De Bilt w Holandii w 1985. Stopień naukowy doktora nauk technicznych uzyskał na Politechnice Warszawskiej w 1987, przedstawiając pracę pt. „Metoda określania emisji zanieczyszczeń chemicznych i mikrobiologicznych powietrza z wybranych obiektów gospodarki komunalnej”. Roczne międzynarodowe studia podyplomowe „Advanced Environmental Sanitation” w International Institute for Hydraulic and Environmental Engineering (IHE) w Delfcie (Dip. E.E., rok ak. 1990/91). W 2003 na Wydziale Inżynierii Środowiska Politechniki Warszawskiej uzyskał stopień doktora habilitowanego. Profesor nadzwyczajny PW od 2007. Pracuje w Katedrze Ochrony i Kształtowania Środowiska, którą kieruje od 2018. W 2012 wybrany na stanowisko prodziekana wydziału. Od 2019 dziekan wydziału.

## Działalność naukowa i inżynierska

### Obszar badań i dydaktyka
- Dyscyplina: inżynieria i ochrona środowiska, od 2018 inżynieria środowiska, górnictwo i energetyka; specjalność: systemy ochrony środowiska, ochrona gleb i gruntów oraz atmosfery[6].
- Badania środowiskowe i oceny oddziaływania na środowisko, dotyczące w szczególności powierzchni ziemi, a także obiektów gospodarki ściekowej i odpadowej w zakresie emisji zanieczyszczeń mikrobiologicznych i chemicznych, w tym odorantów (olfaktometrii środowiskowej), oraz oddziaływania zapachowego i akustycznego[7].
- Monitoring środowiska, obejmujący glebę i grunty, powietrze atmosferyczne, oraz wody powierzchniowe i podziemne.
- Przeglądy ekologiczne terenu oraz środowiskowe uwarunkowania jego degradacji, rekultywacji, zagospodarowania i ochrony.
- Wykładowca m.in. przedmiotów: Ochrona powierzchni ziemi, Rekultywacja i zagospodarowanie gruntów, Oceny oddziaływania na środowisko, Prawodawstwo w ochronie środowiska, Ekologiczne i społeczne aspekty biotechnologii oraz Soil Protection, Environmental Impact Assessment.

### Dorobek naukowy
Autor lub współautor ponad 140 opublikowanych prac, w tym 4 monografii i 10 rozdziałów w monografiach naukowych, oraz ponad 350 prac nie opublikowanych (projekty naukowo-badawcze i badawczo-wdrożeniowe dla gospodarki, raporty o oddziaływaniu na środowisko, przeglądy ekologiczne oraz ważniejsze ekspertyzy i opinie). Promotor dwóch przewodów doktorskich, recenzent siedmiu prac doktorskich i trzech habilitacyjnych.

### Wybrana bibliografia naukowa
Dokładny spis publikacji naukowych prof. nzw. dr hab. inż. Andrzeja Kuliga znajduje się na stronie internetowej Zespołu Ochrony Powierzchni Ziemi, którego jest kierownikiem. Wybrane publikacje:
- 2004 Metody pomiarowo-obliczeniowe w ocenach oddziaływania na środowisko obiektów gospodarki komunalnej. Oficyna Wydawnicza Politechniki Warszawskiej. Warszawa. ISBN 83-7207-518-2.
- 2007 Physico-chemical and microbiological characteristics of leachates from Polish municipal landfills (współautor). [w:] Environmental Engineering, L. Pawłowski, M.R. Dudzińska, A. Pawłowski [eds]. s. 327–337. CRC Press; Taylor & Francis Group, London. ISBN 978-0-415-40818-9.
- 2008 Procedury ocen środowiskowych w budownictwie., [w:] Problemy Naukowo-Badawcze Budownictwa. Tom IV Zrównoważony rozwój w budownictwie, Polska Akademia Nauk Komitet Inżynierii Lądowej i Wodnej, A. Łapko, M. Broniewicz, J.A. Prusiel (red.). s. 29–41. Wydawnictwo Politechniki Białostockiej, Białystok. ISBN 978-83-60200-50-6.
- 2009 Cleaning the environment from petroleum-derivative hydrocarbons on the example of a dumping site for liquid waste from crude oil wells (współautor). [w:] Innowacyjne rozwiązania rewitalizacji terenów zdegradowanych, s. 64–72. CBiDGP i IETU, Katowice. ISBN 978-83-905712-8-7.
- 2010 Listeria monocytogenes and chemical pollutants migration with landfill leachates (współautor). [w:] Environmental Engineering III, L. Pawłowski, M.R. Dudzińska, A. Pawłowski [eds]. s. 203–212. CRC Press; Taylor & Francis Group, London. ISBN 978-0-415-54882-3.
- 2010 Identyfikacja, inwentaryzacja i charakterystyka źródeł odorantów w gospodarce komunalnej w Polsce (współautor). [w:] Współczesna problematyka odorów, M.I. Szynkowska, J. Zwoździak (red.). s. 14–53. WN-T, Warszawa 2010. ISBN 978-83-204-3674-7.
- 2012 Impact of Technological Solutions and Operating Procedures on Odour Nuisance of Municipal Solid Waste Treatment Plants in Poland (współautor). [w:] Chemical Engineering Transactions, vol. 30, s. 271–276. AIDIC Servizi, Italy 2012. ISBN 978-88-95608-21-1.

### Funkcje akademickie
Dziekan Wydziału Instalacji Budowlanych, Hydrotechniki i Inżynierii Środowiska PW (od 2019), prodziekan ds. Ogólnych i Nauki na Wydziale Inżynierii Środowiska PW (2012-2019); w Instytucie Systemów Inżynierii Środowiska PW: kierownik Zakładu Ochrony Środowiska Miejskiego (2004-2007) oraz Zastępca Dyrektora ds. Nauki (1993-2000); kierownik Zespołu Ochrony Powierzchni Ziemi (od 1991, w Katedrze Ochrony i Kształtowania Środowiska od 2011); redaktor Prac Naukowych PW serii „Inżynieria Środowiska” pt. Współczesne problemy inżynierii i ochrony środowiska (od 2008); członek Senackiej Komisji ds. Rozwoju Kampusów Akademickich (2008-2012); członek Senackiej Komisji ds. Nauki (2012-2019). Organizator konferencji naukowych (1984, 1987, 1990, 1995, 1997, 2000, 2001).

### Przynależność do organizacji naukowych i zawodowych[9]
- International Association for Impact Assessment – członek (od 2006)
- International Association for Public Participation – członek (1999-2005)
- Towarzystwo Chemii i Inżynierii Ekologicznej – członek założyciel (od 1997)
- Polskie Zrzeszenie Inżynierów i Techników Sanitarnych – członek (z uprawnieniami rzeczoznawcy, od 1980), w tym m.in. przewodniczący Sekcji Ochrony Środowiska Oddziału Warszawskiego (1994-2007)
- Stowarzyszenie Konsultantów Ocen Środowiskowych – członek założyciel (od 2002)
- Członek kolegium redakcyjnego kwartalnika „Problemy ocen środowiskowych” (1998-2010)
- Członek „Programming Board” kwartalnika „Ecological Chemistry and Engineering S” (od 2009)
- Polski Komitet Normalizacyjny, Zespół Zagadnień Ogólnych, Ochrony Zdrowia i Środowiska – ekspert Komitetu Technicznego nr 192 ds. Ogólnych i Fizyki Gleby (od 1994)
- Biegły sądowy SO w W-wie (od 1995)
- Członek Mazowieckiej Regionalnej Komisji Ocen Oddziaływania na Środowisko (od 2011).

## Odznaczenia, wyróżnienia i nagrody
- Złoty Krzyż Zasługi (2002).
- Medal Złoty za Długoletnią Służbę (2009).
- Medal Komisji Edukacji Narodowej (2015).
- Dyplom Inżyniera Europejskiego („EUR ING” reg. nr 18765 PL), przyznany przez Fédération Eurpéenne d’Associations Nationales d’Ingénieurs (FEANI, European Federation of National Engineering Associations) w Paryżu (1995).
- Srebrna Odznaka Honorowa (1988) i Złota Odznaka Honorowa (1999) Polskiego Zrzeszenia Inżynierów i Techników Sanitarnych.
- Wyróżnienie Ministra Środowiska (1999), Ministra Transportu i Budownictwa (2006) oraz nagrody JM Rektora Politechniki Warszawskiej (1985, 1990, 2004, 2005, 2011).
- W maju 2013 roku uhonorowany medalem i tytułem „Przyjaciel Miasta Limanowa”.

### Życie prywatne
Hobby: turystyka wysokogórska (m.in. Aconcagua, Kilimandżaro, Elbrus, Margherita, Mont Blanc, Demawend) i krajoznawcza (m.in. Nowa Zelandia, Australia, Peru, Islandia, Uganda, Maroko, gruziński Kaukaz) oraz fotografia i ogród. Wieloletni publicysta dwumiesięcznika „Echo Limanowskie” (autor m.in. reportaży podróżniczych, felietonów i artykułów biograficznych) oraz autor artykułów popularnonaukowych w kwartalniku „Almanach Ziemi Limanowskiej”. Autor książki pt. „Pół korony i inne wyprawy”.